# Zygodon pichinchensis
Zygodon pichinchensis är en bladmossart som beskrevs av Mitten 1851. Zygodon pichinchensis ingår i släktet ärgmossor, och familjen Orthotrichaceae. Inga underarter finns listade i Catalogue of Life.